# My Transform
《my Transform》是日本女子音樂組合Prizmmy☆的單曲，於2012年4月25日由avex entertainment發行。

## 概要
My Transform是星光少女的第1首片尾曲，而Summer Day是星光少女的1首是星光少女的第1首插入曲。

## 收錄曲目

### CD
1. my Transform
作詞：NOBE ；作曲、編曲：NOBE、michitomo
電視動畫《星光少女 美夢成真》片尾曲。[1]
2. Summer Day
作詞：池畑伸人；作曲、編曲：長岡成貢
電視動畫《星光少女 美夢成真》插入曲。[1]
3. My Transform（inst.）
4. Summer Day（inst.）

### DVD
1. my Transform（ミュージッククリップ）
2. my Transform（TVサイズVer.）
3. my Transform（ダンスマスターVer.）

## 外部連結
- （日語）Prizmmy☆ OFFICIAL WEB SITE（页面存档备份，存于）
- 在Youtube上的My Transform影片（页面存档备份，存于）
- （日語）Amazon網站對My Transform的介紹（页面存档备份，存于）